# فرانچسکو سولدرا
فرانچسکو سولدرا (انگلیسی: Francesco Soldera; ۲۸ دسامبر ۱۸۹۲ – ۲۰ فوریهٔ ۱۹۵۷ بازیکن فوتبال اهل ایتالیا بود.
از باشگاه‌هایی که در آن بازی کرده‌است می‌توان به باشگاه فوتبال اینتر میلان و باشگاه فوتبال آ.ث. میلان اشاره کرد.